# Melissa McCarthy
Melissa Ann McCarthy (Plainfield, Illinois; 26 de agosto de 1970) es una actriz, comediante, escritora, diseñadora de moda y productora estadounidense. Ha recibido numerosos galardones, incluidos dos premios Primetime Emmy y nominaciones para dos premios Óscar y dos premios Globo de Oro. McCarthy fue nombrada por Time como una de las 100 personas más influyentes del mundo en 2016, y ha aparecido varias veces en las clasificaciones anuales de las actrices mejor pagadas del mundo. En 2020, The New York Times la clasificó en el puesto 22 en su lista de los 25 mejores actores del siglo XXI.
Comenzó a aparecer en televisión y cine a finales de la década de 1990, y ganó reconocimiento mundial por su papel como Sookie St. James en la serie de televisión Gilmore Girls (2000–2007). Entre 2007 y 2009, interpretó a Dena en la sitcom de ABC, Samantha Who? antes de ser elegida como Molly Flynn en la sitcom de CBS, Mike & Molly (2010-2016), papel que le valió un Premio Primetime Emmy a la mejor actriz en una serie de comedia, así como otras dos nominaciones durante las temporadas siguientes. También ha sido nominada cinco veces (en 2012, 2013, 2014, 2016 y 2017) para el Premio Primetime Emmy a la mejor actriz invitada en una serie de comedia por sus cinco apariciones como presentadora en Saturday Night Live, ganando finalmente el premio en 2017.
McCarthy logró reconocimiento generalizado y aclamación de la crítica por su actuación en la comedia Bridesmaids (2011); por su trabajo en la película, recibió una nominación al Óscar como mejor actriz de reparto, una nominación al BAFTA, y una nominación a los Premios del Sindicato de Actores como mejor actriz de reparto. En 2013, coprotagonizó las comedias Identity Thief y The Heat. Ha aparecido en papeles secundarios, incluidos The Nines (2007), El plan B (2010), Life as We Know It (2010), This Is 40 (2012), y The Hangover Part III (2013). En 2014, McCarthy protagonizó la comedia Tammy y la comedia dramática St. Vincent. En 2015, encabezó la película de comedia de acción Spy, por la que recibió una nominación al Globo de Oro a la mejor actriz – Comedia o musical. En 2016, protagonizó las películas de comedia The Boss y Cazafantasmas.
McCarthy y su esposo Ben Falcone fundaron On the Day, una compañía de producción. En 2015, recibió una estrella en el Paseo de la Fama de Hollywood, lanzó su línea de ropa, Melissa McCarthy Seven7, y fue nombrada la tercera actriz mejor pagada del mundo por Forbes. En 2016, Forbes la nombró la segunda actriz mejor pagada del mundo, con ganancias de 33 millones de dólares.

## Primeros años
McCarthy nació en Plainfield, Illinois, hija de Sandra y Michael McCarthy. Es prima de la actriz y modelo Jenny McCarthy y de la jugadora de baloncesto profesional, Joanne McCarthy. McCarthy se crio en una granja en una gran familia católica. Su padre es de ascendencia irlandesa, mientras que su madre es de ascendencia inglesa, alemana e irlandesa. Algunos de sus antepasados eran del condado de Cork. Se graduó de la Academia St. Francis (ahora Academia Católica Joliet) en Joliet, Illinois. Su carrera comenzó con la comedia en vivo en Los Ángeles y luego en la ciudad de Nueva York. McCarthy es exalumna de The Groundlings, un grupo de comedia de improvisación y sketches con sede en Los Ángeles, California. También actuó en la ciudad de Nueva York como drag queen bajo el sobrenombre de "Miss Y", incluso en el festival Wigstock.

## Carrera

### 1997–2010: Primeros trabajos,Gilmore GirlsySamantha Who?

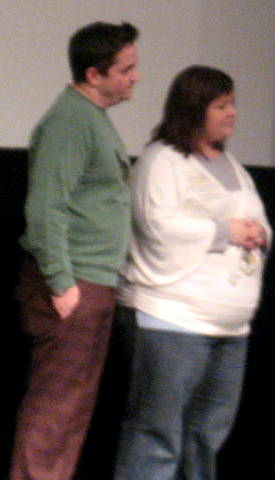
McCarthy junto a su esposo Ben Falcone en 2007.

McCarthy hizo su primera aparición en televisión en un episodio de la serie de comedia de NBC, Jenny (1997), junto a su prima Jenny McCarthy. Hizo su debut cinematográfico en un papel menor en la comedia de 1999, Go, y más tarde tuvo papeles en las películas Drowning Mona, Los ángeles de Charlie y La vida de David Gale. Ella también hizo trabajo de voz en tres episodios de Kim Possible, donde interpretó a DNAmy. En 2000, McCarthy fue elegida como Sookie St. James, la optimista y torpe mejor amiga de Lorelai Gilmore en la serie de televisión de The WB, Gilmore Girls. A lo largo de la serie, Sookie es la socia comercial y animadora de Lorelai. El 7 de abril de 2016, McCarthy anunció en The Ellen DeGeneres Show que regresaría para el reinicio del programa, Gilmore Girls: A Year in the Life, en Netflix. Este último fue lanzado el 25 de noviembre de 2016 y McCarthy apareció en uno de sus cuatro episodios.
En 2007, protagonizó junto a Ryan Reynolds el thriller psicológico The Nines, escrita y dirigida por John August. Más tarde protagonizó las comedias independientes The Captain, Just Add Water y Pretty Ugly People. También en 2007, McCarthy interpretó a Dena Stevens en la comedia de ABC, Samantha Who?. McCarthy interpretó a la mejor amiga socialmente incómoda de la infancia de Samantha, a quien Samantha no ha visto desde el séptimo grado. Cuando Samantha despierta del coma, Dena convence a Samantha de que siempre han sido mejores amigas. Mientras Andrea finalmente la obliga a revelar la verdad, Samantha sigue siendo amiga de Dena. Apareció como invitada en Rita Rocks en 2009, y en Private Practice en 2010. En 2010, McCarthy interpretó papeles secundarios en las películas El plan B y Life as We Know It.

### 2011–2015:Mike and Molly,Bridesmaidsy éxito

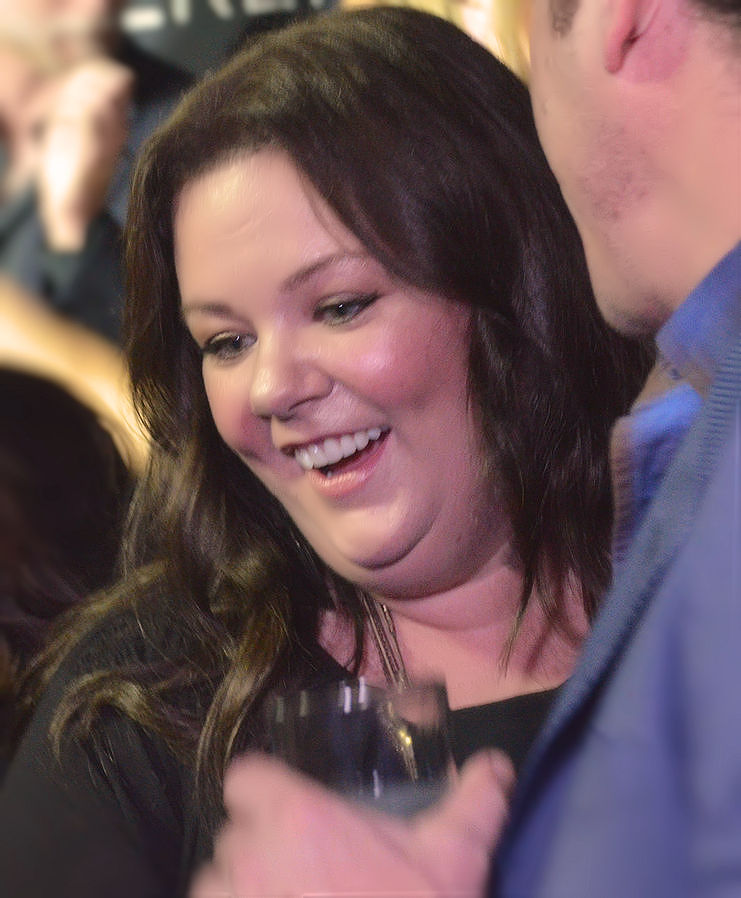
McCarthy en los Premios Primetime Emmy en 2012.

El 20 de septiembre de 2010, McCarthy fue elegida para un papel principal en la comedia de situación de CBS, Mike & Molly. En 2011, McCarthy tuvo una actuación destacada en la película de comedia, Bridesmaids junto a Kristen Wiig, Maya Rudolph, Rose Byrne, Wendi McLendon-Covey y Ellie Kemper. McCarthy recibió una nominación al Premio de la Academia por su actuación. En el otoño de 2011, después de alcanzar la fama de Bridesmaids, recibió su primer premio Emmy a la mejor actriz principal en una serie de comedia por su papel en Mike & Molly. En junio de 2011, fue anfitriona de los premios Women in Film Crystal+Lucy. McCarthy más tarde tuvo papeles secundarios en This Is 40 (2012), el derivado de la película de Judd Apatow, Knocked Up, y The Hangover Part III (2013). Fue invitada a unirse a la Academia de Artes y Ciencias Cinematográficas en junio de 2012 junto con otras 175 personas. McCarthy presentó Saturday Night Live el 1 de octubre de 2011, el 6 de abril de 2013, el 1 de febrero de 2014, el 13 de febrero de 2016 y el 12 de mayo de 2017. Fue nominada cinco veces para un Premio Primetime Emmy a la mejor actriz invitada en una serie de comedia por sus apariciones en el programa de televisión de 2011 a 2017, ganando en 2017.
En 2013, McCarthy coprotagonizó la comedia criminal, Identity Thief con Jason Bateman. Identity Thief abrió en el #1 en taquilla y recaudó $174 millones en todo el mundo a pesar de las críticas negativas.

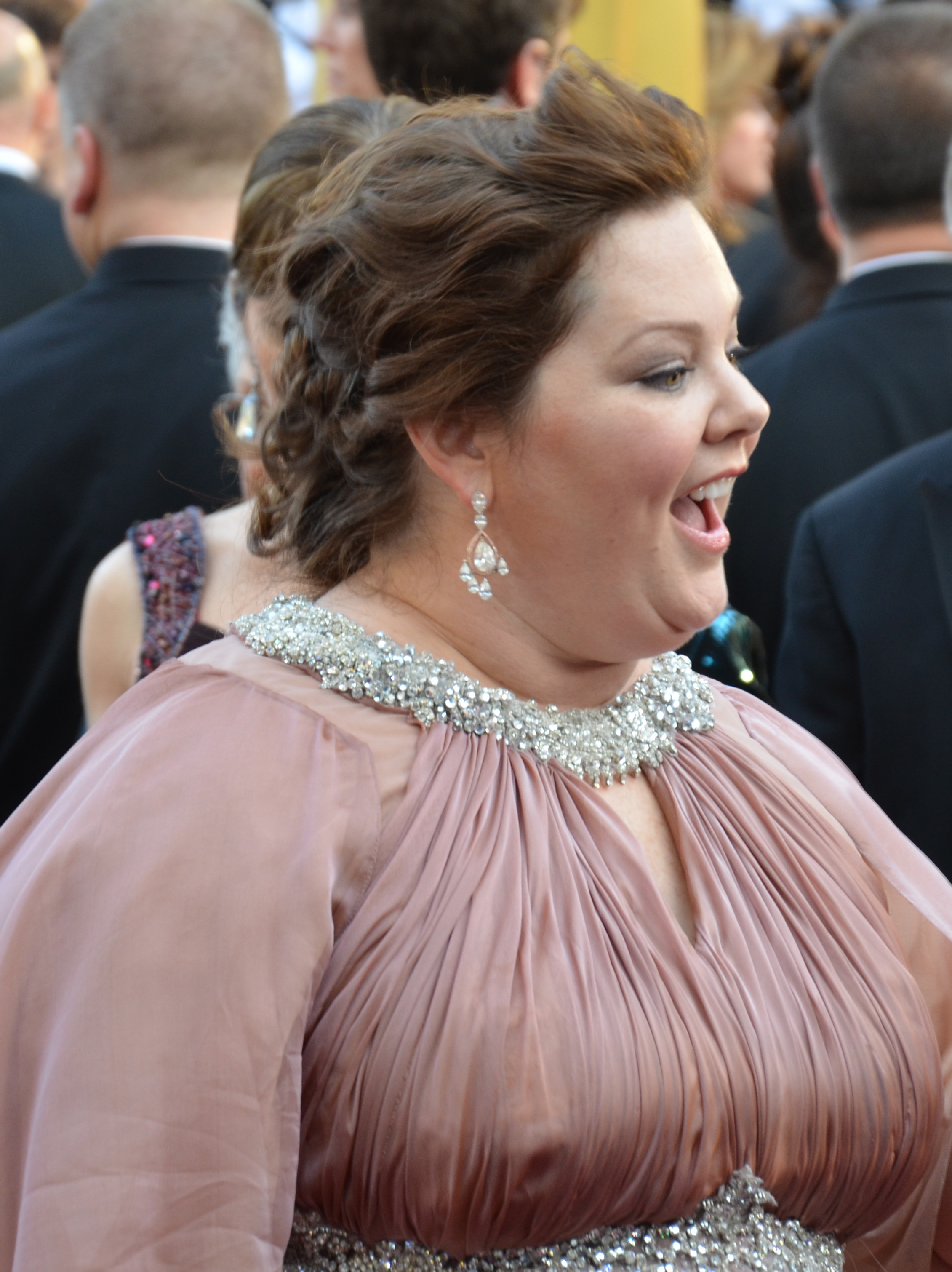
McCarthy en los premios Óscar de 2012.

Más tarde, en 2013, coprotagonizó junto a Sandra Bullock en la comedia de policía amigo, The Heat. La película fue estrenada en los Estados Unidos y Canadá el 28 de junio de 2013 hasta tanto éxito crítico y comercial con McCarthy siendo llamado "oro de taquilla", The Heat recaudó $ 229 millones en todo el mundo.
En 2014, McCarthy coescribió el guion y protagonizó la comedia Tammy, que se estrenó el 2 de julio de 2014. El personaje de McCarthy pierde su trabajo y su automóvil, y luego se entera de que su esposo le ha sido infiel. Para escapar, se ve obligada a depender del transporte de su abuela alcohólica (Susan Sarandon) mientras se embarcan en un viaje de autodescubrimiento.
McCarthy produjo un piloto de CBS protagonizado por su esposo, Ben Falcone. McCarthy interpretó a la protagonista femenina, junto a Bill Murray, en la película de comedia de 2014, St. Vincent, dirigida y escrita por Theodore Melfi. El 19 de noviembre de 2014, se anunció que McCarthy interpretaría a la heroína hada Tinker Bell en la comedia y aventura sin título dirigida por Shawn Levy. Ella también produciría la película. Además, McCarthy fue el protagonista de la comedia de espías, Spy (2015), de Paul Feig, un papel que le valió a McCarthy su primera nominación al Globo de Oro.
En mayo de 2015, McCarthy recibió una estrella en el Paseo de la Fama de Hollywood. En agosto de 2015, Forbes la clasificó como la tercera actriz mejor pagada de 2015, con ganancias de 23 millones de dólares.

### 2016-presente: reconocimiento de papeles dramáticos y premios

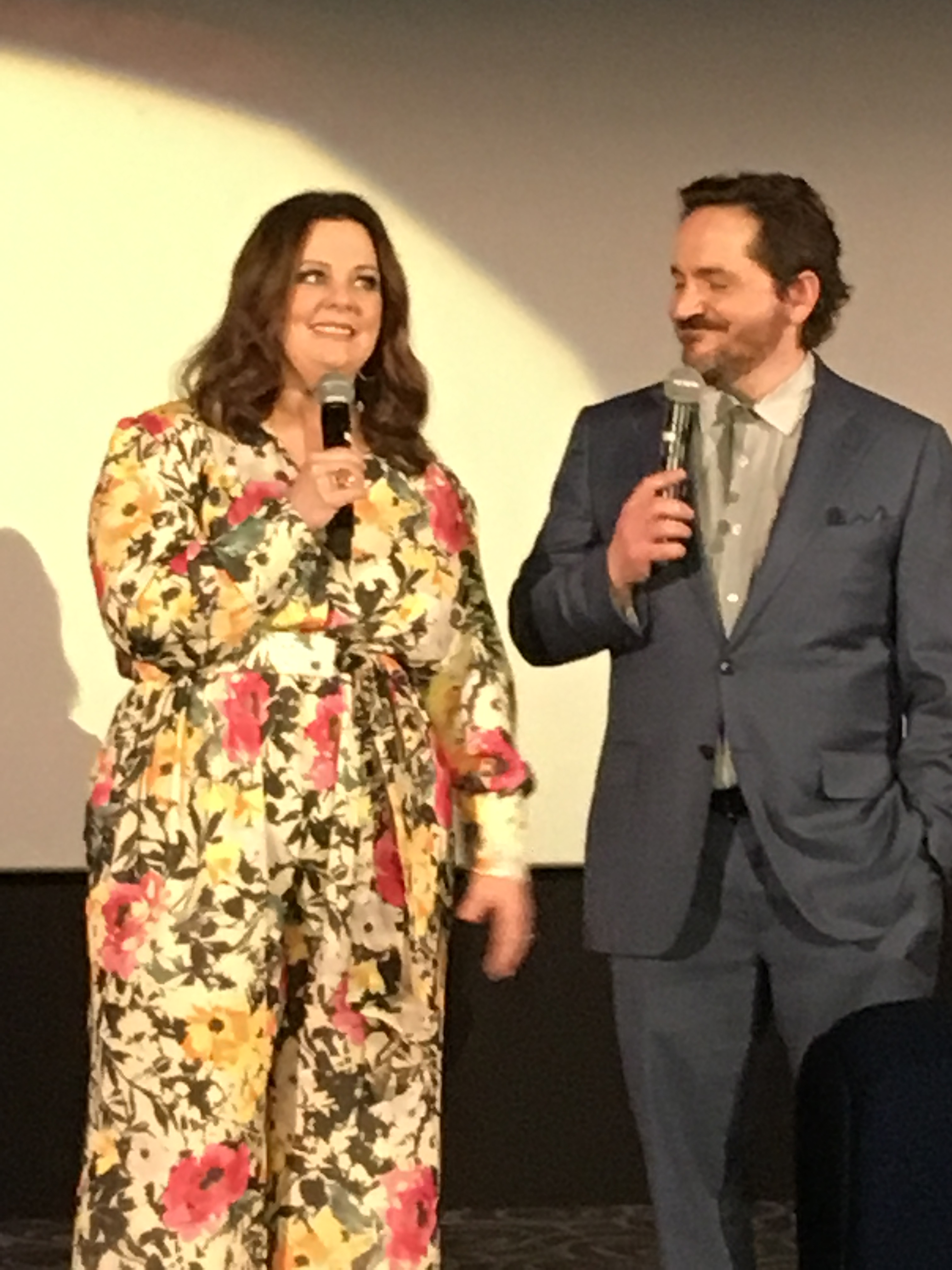
McCarthy en la presentación de The Boss junto a su esposo en 2016

En 2016, McCarthy protagonizó The Boss, una película de comedia basada en un personaje que McCarthy había creado en Los Angeles Groundlings: una mujer de negocios adinerada "que va a la cárcel por tráfico de información privilegiada y lucha por reinventarse como la nueva novia de Estados Unidos cuando es liberada". También ese año, interpretó a una autora y científica en el reinicio femenino de Cazafantasmas, dirigido por Paul Feig.

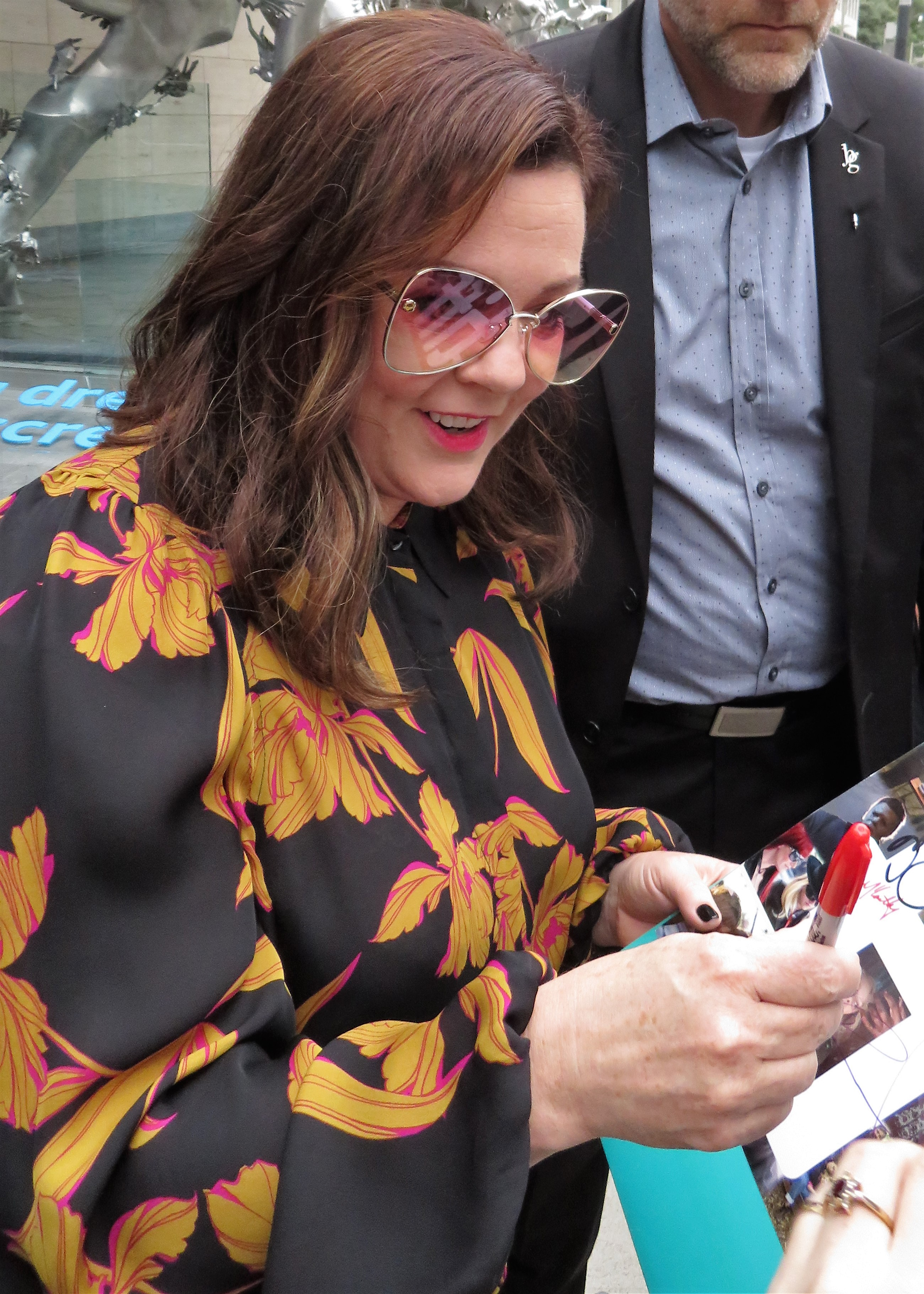
McCarthy en un evento de Can You Ever Forgive Me? en 2018.

El 31 de mayo de 2016, McCarthy fue elegida como la famoso biógrafa Lee Israel en la película de comedia dramática oscura, Can You Ever Forgive Me?, dirigida por Marielle Heller. Reemplazó a Julianne Moore, quien abandonó la película. La actuación de McCarthy como Lee recibió grandes elogios y Film Journal International dijo que sus papeles cinematográficos anteriores "no podían anticipar cuán intrépida y creíblemente habita Lee Israel". Recibió una nominación al Oscar a la Mejor Actriz. En 2016 grabó la canción "Anything You Can Do (I Can Do Better)" con Barbra Streisand, que aparece en el álbum «Encore» de Streisand. El 4 y 11 de febrero de 2017 hizo apariciones sorpresa en Saturday Night Live interpretando al secretario de prensa de la Casa Blanca, Sean Spicer. Regresó al programa para interpretar a Spicer el 16 de abril y el 13 de mayo de 2017 (también presentando este último).
McCarthy apareció en un anuncio del Super Bowl LI para Kia Motors, promocionando el Kia Niro. McCarthy interpretó a una aspirante a ambientalista, que tiene una serie de contratiempos, como ser volcada por una ballena, ser atacada por un rinoceronte y caer por una grieta. El comercial incluía la canción "Holding Out for a Hero".
El 28 de junio de 2019, se anunció que McCarthy estaba en conversaciones para interpretar a Ursula en el próximo remake de acción en vivo de La Sirenita, que será dirigida por Rob Marshall. El 18 de febrero de 2020, McCarthy confirmó su casting como la villana durante una entrevista en The Ellen DeGeneres Show.

## Vida personal
McCarthy se casó con su novio de toda la vida, Ben Falcone, actor y exalumno de The Groundlings, el 8 de octubre de 2005. La pareja tiene dos hijas, Vivian, nacida el 5 de mayo de 2007, y Georgette, nacida el 11 de febrero de 2010. El embarazo de McCarthy con Vivian se incluyó en la última temporada de Gilmore Girls. Vivian y Georgette aparecieron en la película de 2016 The Boss, con la primera interpretando una versión más joven del personaje de su madre.
Falcone a menudo hace cameos en películas protagonizadas por McCarthy, como Bridesmaids, The Heat, Tammy, Identity Thief, Spy y The Boss.

## Emprendimientos comerciales
McCarthy, quien estudió los textiles en la Southern Illinois University antes de que ella se convirtiera en una actriz de televisión y cine, se convirtió en una diseñadora de moda a los 44 años, su primera colección de ropa, Melissa McCarthy Seven7, es para las mujeres plus size (de talla grande) e incluirá ropa hasta la talla 28. 
McCarthy afirma que «Las personas no se detienen en tamaño 12. Siento que hay una gran cosa que falta en la persona que no puede vestir en su estado de ánimo por encima de un determinado número. Segregar las tiendas de ropa Plus-Size y ocultarlas lejos de otros sectores, está mal».

## Filmografía

### Películas
| Año  | Título                                    | Personaje                 | Notas                          |
| ---- | ----------------------------------------- | ------------------------- | ------------------------------ |
| 1998 | God                                       | Margaret                  | Cortometraje                   |
| 1999 | Go                                        | Sandra                    |                                |
| 2000 | Charlie's Angels                          | Doris                     |                                |
| 2000 | Drowning Mona                             | Shirley                   |                                |
| 2000 | Auto Motives                              | Tonnie                    | Cortometraje                   |
| 2000 | The Kid                                   | Mesera de Sky King        |                                |
| 2002 | Pumpkin                                   | Cici Pinkus               |                                |
| 2002 | White Oleander                            | Paramédica                |                                |
| 2003 | The Life of David Gale                    | Nico, la chica gótica     |                                |
| 2003 | Chicken Party                             | Tot Wagner                |                                |
| 2003 | Kim Possible: The Secret Files            | DNAmy                     | Voz                            |
| 2003 | Charlie's Angels: Full Throttle           | Doris                     | Sólo créditos                  |
| 2006 | Cook-Off!                                 | Amber Strang              |                                |
| 2007 | The Nines                                 | Margaret / Mary / Melissa |                                |
| 2007 | The Captain                               | Fran                      | Cortometraje                   |
| 2008 | Just Add Water                            | Selma                     |                                |
| 2008 | Pretty Ugly People                        | Becky                     |                                |
| 2010 | El plan B                                 | Carol                     |                                |
| 2010 | Life as We Know It                        | DeeDee                    |                                |
| 2011 | Bridesmaids                               | Megan «Meg» Price         |                                |
| 2012 | This Is 40                                | Catherine                 |                                |
| 2013 | Identity Thief                            | Diana / Sandy Patterson   |                                |
| 2013 | The Hangover Part III                     | Cassie                    |                                |
| 2013 | The Heat                                  | Det. Shannon Mullins      |                                |
| 2014 | Tammy                                     | Tammy Banks               | También guionista y productora |
| 2014 | St. Vincent                               | Maggie Bronstein          |                                |
| 2015 | Spy                                       | Susan Cooper              |                                |
| 2015 | B.O.O.: Bureau of Otherworldly Operations | Watts (voz)               |                                |
| 2016 | The Boss                                  | Michelle Darnell          | También guionista y productora |
| 2016 | Un espía y medio                          | Darla McGuckian           | Cameo                          |
| 2016 | Cazafantasmas                             | Abby Yates                |                                |
| 2018 | Life of the Party                         | Deanna Miles              | También guionista y productora |
| 2018 | The Happytime Murders                     | Detective Connie Edwards  | También productora             |
| 2018 | Can You Ever Forgive Me?                  | Leonore "Lee" Israel      |                                |
| 2019 | The Kitchen                               | Kathy                     |                                |
| 2020 | Superintelligence                         | Carol Peters              | También productora             |
| 2021 | Thunder Force                             | Lydia Berman / The Hammer | También productora             |
| 2021 | The Starling                              | Lilly Maynard             |                                |
| 2022 | Thor: Love and Thunder                    | Hela (actriz)             | Cameo                          |
| 2023 | La Sirenita                               | Úrsula                    |                                |
| 2023 | Genie                                     | Flora                     |                                |
| 2024 | Unfrosted                                 | Donna Stankowski          |                                |

### Televisión
| Año       | Título                            | Personaje        | Notas                                                |
| --------- | --------------------------------- | ---------------- | ---------------------------------------------------- |
| 1997      | Jenny                             | Melissa          | Episodio: «A Girl's Gotta Live in the Real World»    |
| 2000      | D.C.                              | Molly            | 2 episodios                                          |
| 2000–2007 | Gilmore Girls                     | Sookie St. James | Elenco principal, serie de TV The CW (122 episodios) |
| 2002–2016 | Kim Possible                      | DNAmy (voz)      | 3 episodios                                          |
| 2004      | Curb Your Enthusiasm              | Saleswoman       | Episodio: «The Surrogate»                            |
| 2007–2009 | Samantha Who?                     | Dena             | 35 episodios                                         |
| 2009      | Rita Rocks                        | Mindy Boone      | Episode: «Why Can't We Be Friends?»                  |
| 2010      | Private Practice                  | Lynn McDonald    | Episodio: «Best Laid Plans»                          |
| 2010–2016 | Mike & Molly                      | Molly Flynn      | 114 episodios                                        |
| 2011–2017 | Saturday Night Live               | Presentadora     | 3 episodios                                          |
| 2012      | The Penguins of Madagascar        | Shelley (voz)    | Episodio: «Hair Apparent/Love Takes Flightless»      |
| 2016      | Gilmore Girls: A Year in the Life | Sookie St. James | Episodio: «Fall»                                     |
| 2017-2018 | Nobodies                          | Ella Misma       | 8 episodios, también productora ejecutiva            |
| 2020      | Little Big Shots                  | Ella Misma       | 13 episodios, presentadora                           |
| 2021      | Nine Perfect Strangers            | Francis          | 8 episodios, miniserie de TV                         |
| 2022      | God’s favorite idiot              | Amily Luck       | 8 episodios, serie Netflix                           |
| 2022      | The Simpsons                      | Calvin (voz)     | Episodio: "Step Brother from the Same Planet"        |
| 2024      | RuPaul's Drag Race                | Ella misma       | Episodio: "The Sound of Rusic"                       |
| 2024      | Only Murders in the Building      | Doreen           | Episodio: "Valley of the Dolls"                      |

## Premios y nominaciones

### Óscar
| Año  | Categoría               | Película                 | Resultado |
| ---- | ----------------------- | ------------------------ | --------- |
| 2012 | Mejor actriz de reparto | Bridesmaids              | Nominada  |
| 2019 | Mejor actriz            | Can You Ever Forgive Me? | Nominada  |

### Globos de Oro
| Año  | Categoría                        | Película                 | Resultado |
| ---- | -------------------------------- | ------------------------ | --------- |
| 2015 | Mejor actriz - Comedia o musical | Spy                      | Nominada  |
| 2018 | Mejor actriz - Drama             | Can You Ever Forgive Me? | Nominada  |

### BAFTA
| Año  | Categoría               | Película                 | Resultado |
| ---- | ----------------------- | ------------------------ | --------- |
| 2011 | Mejor actriz de reparto | Bridesmaids              | Nominada  |
| 2018 | Mejor actriz            | Can You Ever Forgive Me? | Nominada  |

### Sindicato de Actores
| Año  | Categoría               | Película                 | Resultado |
| ---- | ----------------------- | ------------------------ | --------- |
| 2011 | Mejor reparto           | Bridesmaids              | Nominada  |
| 2011 | Mejor actriz de reparto | Bridesmaids              | Nominada  |
| 2018 | Mejor actriz            | Can You Ever Forgive Me? | Nominada  |

### Crítica cinematográfica
| Año  | Categoría               | Película                 | Resultado |
| ---- | ----------------------- | ------------------------ | --------- |
| 2011 | Mejor reparto           | Bridesmaids              | Nominada  |
| 2011 | Mejor actriz de reparto | Bridesmaids              | Nominada  |
| 2013 | Mejor actriz de comedia | The Heat                 | Nominada  |
| 2014 | Mejor actriz de comedia | St. Vincent              | Nominada  |
| 2018 | Mejor actriz            | Can You Ever Forgive Me? | Nominada  |

### Crítica televisiva
| Año  | Categoría                                     | Serie                  | Resultado |
| ---- | --------------------------------------------- | ---------------------- | --------- |
| 2022 | Mejor actriz de reparto en película/miniserie | Nine Perfect Strangers | Nominada  |

### Satellite
| Año  | Categoría                       | Película                 | Resultado |
| ---- | ------------------------------- | ------------------------ | --------- |
| 2011 | Mejor actriz - Serie de comedia | Mike & Molly             | Nominada  |
| 2018 | Mejor actriz - Drama            | Can You Ever Forgive Me? | Nominada  |

### Primetime Emmy
| Año  | Categoría                                | Película            | Resultado |
| ---- | ---------------------------------------- | ------------------- | --------- |
| 2011 | Mejor actriz - Serie de comedia          | Mike & Molly        | Ganadora  |
| 2012 | Mejor actriz - Serie de comedia          | Mike & Molly        | Nominada  |
| 2012 | Mejor actriz invitada - Serie de comedia | Saturday Night Live | Nominada  |
| 2013 | Mejor actriz - Serie de comedia          | Saturday Night Live | Nominada  |
| 2014 | Mejor actriz - Serie de comedia          | Mike & Molly        | Nominada  |
| 2016 | Mejor actriz invitada - Serie de comedia | Saturday Night Live | Nominada  |
| 2017 | Mejor actriz invitada - Serie de comedia | Saturday Night Live | Ganadora  |